# Viscolycra

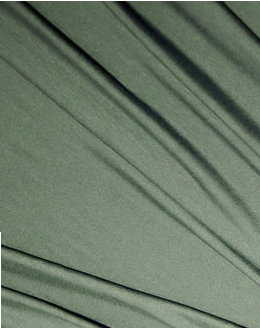
Tecido de Viscolycra

A Viscolycra é a fusão da fibra de elastano com o fio de viscose, gerando um tecido leve e confortável, usado nos países com climas quentes principalmente.

## Aplicações
É constantemente usada em camisetas, blusas femininas, calças femininas e derivados. Há outras aplicações além de vestimentas mas são de menor porcentagem no comécio mundial.

## Malha
A malha normalmente é composta em média entre 93% e 90% de fios de viscose e 7% a 10% de fios de elastano. E é o elastano que dá a sensação de elasticidade e caimento leve.

## História
A viscose que é a base para viscolycra foi descoberta em 1891 e patenteada em 1892, mas só entrou para o comércio em 1905. O elastano foi inventado em 1959. Mas só há registro da mistura depois de 1980. A marca lycra não tem nada a ver com esse tecido devido ao fato de não usar a lycra e sim o elastano apesar do nome.